# 13번째 여인
《13번째 여인》(Lucky 13)은 미국에서 제작된 크리스 홀 감독의 2005년 로맨틱 코미디 영화이다. 브래드 헌트, 할런드 윌리엄스, 로런 그레이엄 등이 주연으로 출연하였고, 앨런 캐플런 등이 제작에 참여하였다.

## 줄거리
잭은 평생 친구였던 애비가 자신에게 "행운의 13("Lucky 13")"이 되길 바란다. 애비와 완벽한 데이트를 하기 위해 잭은 과거에 만났던 여성 12명과 재회해 자신이 교제하면서 잘못했던 점을 알아보고 조언을 실천하며 갖은 시행착오를 겪어나간다.

## 출연

### 주연
- 브래드 헌트 - 잭 역
- 로런 그레이엄 - 애비 역
- 할런드 윌리엄스 - 블레크먼 역
- 존 도 - 베이커 씨 역

### 조연
- 사샤 알렉산더
- 데브라 조 럽
- 케일리 쿼코
- 패멀라 애들론
- 에버 캐러딘
- 어맨다 데트머
- 제나 피셔
- 브라이언 게터스
- 앨릭스 캡 호너
- 마이클 랜디스
- 테린 매닝
- 켈리 코필드 파크
- 조시 랜들
- 브랜디 로더릭
- 채리티 힐

## 기타 제작진
- 공동 제작: 사샤 알렉산더
- 미술: 짐 덜츠